# Costa napoletana
Costa napoletana è un dipinto di Nicolas De Corsi. Eseguito probabilmente tra il 1910 e il 1915, appartiene alle collezioni d'arte della Fondazione Cariplo. A dispetto del titolo con cui è identificato, la località raffigurata è il paese di Bellagio, sul lago di Como.

## Storia
Il dipinto, di proprietà dell'Istituto Bancario Italiano, confluì nel 1991 nel patrimonio artistico della Fondazione Cariplo.

## Descrizione
Si tratta di un paesaggio caratterizzato dagli stilemi della pittura napoletana in voga in quegli anni.